# Giampaolo Zancan
Giampaolo Zancan (Torino, 1º aprile 1938) è un avvocato e politico italiano.

## Biografia
Dopo aver studiato all'Istituto sociale gesuita di Torino, si laureò in giurisprudenza all'Università di Torino con una tesi sul diritto del lavoro, diventando poi avvocato penalista. 
Dal 1972 - insieme ai colleghi Maria Magnani Noya, Bianca Guidetti Serra, Fulvio Gianaria e Bruno Segre - fu l'avvocato difensore di alcuni attivisti del Movimento Internazionale di Riconciliazione e del Movimento nonviolento alle lotte per il riconoscimento dell'obiezione di coscienza al servizio militare (fra cui Domenico Sereno Regis, Giovanni Salio e Alberto Perino), nel processo per vilipendio alle Forze Armate e alla bandiera nazionale e istigazione dei militari a disobbedire alle leggi. Il caso riscosse una discreta eco perché in Parlamento si stava discutendo la legge che poi regolamenterà l'obiezione di coscienza.
Nel 1978, insieme a Bianca Guidetti Serra e altri avvocati, assunse il ruolo di difensore d’ufficio nel processo contro alcuni esponenti delle Brigate Rosse a Torino, nonostante gli imputati lo rifiutassero, minacciando di morte chi assumesse quel ruolo.
Alle elezioni politiche del 2001 venne candidato da L'Ulivo nel Collegio uninominale di Torino 3 per il Senato: ottenne il 42,7% dei voti e viene eletto senatore. A Palazzo Madama aderì alla Federazione dei Verdi e fece parte della Commissione Giustizia, ricoprendone il ruolo vicepresidente. Rimase in carica per tutta la XIV legislatura, fino alla primavera 2006, quando non ripresentò la propria candidatura.
Nel novembre 2024 viene premiato con una medaglia celebrativa fra gli avvocati del foro di Torino con 60 anni di attività.